# Obdobje Kamakura
Obdobje Kamakura (鎌倉時代 "Kamakura džidaj") je obdobje v japonski zgodovini med letoma 1185 in 1333, ko državi vlada šogunat v Kamakuri. Leta 1192 ga je ustanovil prvi šogun Minamoto no Joritomo. Obdobje je znano po pojavu vojaške kaste samurajev in vzpostavitvi fevdalnega družbenega reda na Japonskem.
Konec obdobja sledi v letu 1333 z uničenjem šogunata in kratkotrajno obnovitvijo cesarske vladavine pod cesarjem Go-Daigom s pomočjo Takaudžija Ašikage in drugih generalov.

## Šogunat in regenti Hodžo
Obdobje Kamakura zaznamujeta prehod na gospodarstva, ki temeljijo na zemlji in koncentriranje naprednih vojaških tehnologij v rokah specializiranega bojevniškega razreda. Plemiški gospodje so potrebovali usluge vazalov, za katere so jih nagrajevali s podeljevanjem lastnih fevdov, kjer so potem izvajali lokalno vojaško oblast.
Po utrditvi lastne moči je Minamoto no Joritomo ustanovil novo vlado na družinskem domu v Kamakuri, ki ji pravijo bafuku (幕府, šotorska vlada). V zahodnjaški literaturi ji pravijo tudi šogunat, saj je Joritomu pripadel starodavni vojaški naziv Sej-i Tajšogun. Joritomo je sledil obliki vladanja klana Fudživara, kjer je imela glavno besedo ena hiša z upravnim odborom Mandokoro (政所), odborom podložnikov Samuraj-dokoro (侍所) in odbor za uradne preiskave Mončudžo (問注所). Po zasegu zemlje na osrednji in zahodni Japonski je imenoval upravnike posestev (Džito) in nadzornike nad provincami (Šugo). Kot šogun je bil sam poveljnik vseh upravnikov in nadzornikov. Šogunat Kamakura je bil nacionalni režim, a so se nekateri upravniki močno upirali; boji s severno vejo klana Fudživara so se nadaljevali, a jim nadzora nad severom in zahodom države ni uspelo držati. Leta 1189 jim je uspelo poraziti 4. vodjo severnih Fudživar, s čimer se je končala stoletna blaginja na severu. Stari dvor v Kjotu je še vedno držal oblast nad okoliško zemljo, novo organizirane vojaške družine pa so se bolj obračale h Kamakuri.
Kljub obetavnim začetkom Joritomu ni uspel uveljaviti trajne vladavine lastne družine. V klanu Minamoto so že dlje časa obstajali spori, čeprav je odstranil vse izzivalce za prestol. Po nenadni smrti leta 1199 je postal šogun njegov sin Minamoto no Jori'ie, a ni mogel nadzorovati vojaških družin na vzhodu. Zgodaj v 13. stoletju je Tokimasa Hodžo iz klana Hodžo (veja klana Tajra, ki se je leta 1180 povezala s klanom Minamoto) ustanovil sistem regentov za šoguna. Glava klana Hodžo je postal regent. Položaj se je imenoval Šikken, podobni položaji iz tega časa so Tokuso in Renšo, lahko pa je vse tri zasedala ista oseba. Pod klanom Hodžo je postal šogun lutka brez moči.
Ko je postal šogun lutka so se pojavil napetosti med Kamakuro in Kjotom, leta 1221 pa je celo izbruhnila džokjujska vojna med samostanskim cesarjem Go-Tobo in drugim regentom Jošitokijem Hodžojem. Sile klana Hodžo so zlahka premagale cesarja in od sedaj naprej bolj direktno nadzorovale dvor. Šogunovi nadzorniki so pridobili več civilne moči, dvor pa je moral prositi za odobritev pred kakršnimkoli dejanjem. Obdržal je večino svojih obsežnih posestev.
Regenti Hodžo so vpeljali nekaj pomembnejših upravnih sprememb, kot je ustanovitev nekakšnega državnega sveta, preko katerega so vojaški gospodje držali nekaj sodne in zakonodajne moči v Kamakuri. Regenti Hodžo so vodili ta uspešen sistem kolektivne vladavine. Leta 1232 so sprejeli vojaški zakonik (Gosejbaj Šikimoku), ki je odseval prehod iz dvorne v bolj militantno družbo. Sodne prakse v Kjotu so še vedno temeljile na več kot 500 let starih konfucionističnih principih, novi kodeks pa je bil bolj pravniški in je določal dolžnosti upravnikov in nadzornikov, z njim so lahko reševali ozemeljske spore in dedovanje. Bil je jasen in jedrnat, določal je kazni za kršitelje. V uporabi je ostal nadaljnjih 635 let.
Literatura obdobja je odsevala nestanovitno naravo tistega časa. Hodžoki opisuje nemire preko budističnega koncepta nestalnosti in domišljavosti človeških projektov. Hejke monogatari (Povest klana Hejke) opiše vzpon in padec velikega klana Tajra, poln zgodb o vojnah in samurajskih dejanj. Med leti 1201 in 1205 je nastalo 20 delov osme pesniške antologije, ki jo je naročil cesarski dvor.

## Širjenje budistične misli
V obdobju Kamakura nastane šest novih budističnih šol (novi budizem - Šin Bukkjo)ː
- Honen (1133-1212) ustanovi japonsko šolo budizma čiste zemlje - Džodo-šu
- Šinran (1173-1263) ustanovi sekto Džodo Šinšu
- Ejsaj (1141-1215) je ustanovil Rinzaj šolo Zen budizma
- Dogen (1200-1253) je ustanovil Soto šolo Zen budizma
- Ničiren (1222-1282) je ustanovil šolo Ničiren
- Ippen (1239-1289) je ustanovil Dži-šu vejo budizma čiste zemlje

Že obstoječe šole Tendaj, Šingon in velike templje v Nari so skupno uvrstili pod »stari budizem« - Kju Bukkjo, ki je še naprej cvetel, se prilagajal in vplival.:24–25 Vsi zgoraj našteti reformatorji so na primer tekom svojega življenja vsaj nekaj časa študirali Tendaj na gori Hiej.

### »Stari budizem«Kju Bukkjo
V obdobju Kamakura so sekte Šingon, Tendaj in šole templjev v Nari, kot so Kegon, Hosso, Sanron in Ticu, cvetele in se prilagajale trendom ter izzivom časa.:561–563
Na začetku obdobja so bili samostani na gori Hiej politično vplivni, privlačili pa so predvsem tiste, ki so lahko sistematično preučevali njihove tekste in učenja. Šola Šingon in njeni ezoterični obredi so bili priljubljeni med plemiči v Kjotu. S popularizacijo novih šol med vladnimi uslužbenci in samuraji v Kamakuri je njihov pomen počasi bledel.
Čas pred nastopom Šogunata Kamakura so zaznamovali vojaški ter politični konflikti, naravne katastrofe in socialni nemiri, ki so jih pripisovali nastopu zadnje od treh dob v budizmu, ko je življenje po budističnih načelih v zatonu. Novi družbeni red oslabljenega plemstva ter večji vpliv razreda bojevnikov in kmetov je privedel do nove oblike verovanja, ki je bila domorodna:12 in hkrati budistična. Vpliv iz Indije in Kitajske se je nadaljeval.:556-557:11,13 Sistem posestev šoen se je končno uveljavil, kar je privedlo do večje blaginje in pismenosti med kmeti, to pa je prinašalo več denarja budističnim učiteljem za njihove študije

### »Novi budizem«Šin Bukkjo
Prva originatorja budizma v Kamakuri sta bila Honen in Šinran. Poudarjala sta verjetje in prakso nad formalizmom.:546
Na koncu 12. stoletja sta Dogen in Ejsaj odpotovala na Kitajsko, ob prihodu nazaj pas sta ustanovila šoli šoli Zen budizma Soto in Rinzaj. Dogen je zavračal povezave s sekularno avtoriteto, Ejsaj pa jih je aktivno iskal.:574 Ejsaj je hotel z učenjem Zena oživiti šolo Tendaj, Dogen pa je želel prakticirati čisti Zen, ki nima povezave s Tendajem ali drugimi ortodoksnimi šolami.:566 Ni želel dajati napotkov, kako naj se živi v sekularnem življenju.:556
V zadnji fazi budizma Kamakura 50 let po Honenu je plemstvo izgubilo na pomenu, bojevniški razred je postal vpliven, med kmeti je cvetelo čaščenje kamijev z budističnim pridihom, ki je klicalo po verskih inovacijah. Ničiren in Ippen sta želela ustvariti prizemljeno versko učenje, ki temelji na dnevnih skrbeh ljudi.:555–556 Ničiren je zavračal fokus na odrešenje naslednjega sveta, kot je ponovno rojstvo v budizmu »čiste zemlje«. Ciljal je na osebno in narodno osvoboditev prek dosegljive in enostavne verske prakse že na tem svetu.:557 Ippen je poudarjal popularno obliko recitiranje nenbucu in versko prakso, ne toliko posameznikovo mentalno stanje.:559

### Zapuščina budizma Kamakura
Sčasoma so se meje med »starim« in »novim« budizmom zabrisale, nastajali pa so »kultski centri« in razne oblike čaščenja ustanoviteljev. Te šole so imele v srednjeveški hierarhiji glavni tempelj na vrhu in razvejano strukturo podložnih templjev ter lastne obrede in oblike čaščenja. Vrhunec je ta sistem doživel v formaliziranih šolah pod državnim nadzorom v obdobju Tokugava.:36-37

## Vpadi
Dve mongolski invaziji sta bili v japonski zgodovini epohalna dogodka. Ničiren je invazijo napovedal leta prej v pismu regentu. Japonsko-kitajski odnosi so bili prekinjeni v sredini 9. stoletja po padcu dinastije Tang. V sledečem obdobju Heian se je Japonska obrnila navznoter. Nekaj trgovskih stikov z južno dinastijo Song je ostalo, a so japonski pirati terorizirali na odprtem morju. V času, ko se šogunat ni zanimal za zunanje zadeve in se izogibal kontaktu s Kitajsko in kraljestvom Gorjeo, je leta 1268 prispelo pismo o novem mongolskem režimu v Pekingu. Njihov voditelj Kublajkan je zahteval plačilo prispevka novi dinastiji Yuan in grozil z ukrepi v primeru, da ne plačajo. Dvor v Kjotu, nevajen takšnih groženj, je opominjal na božanski izvor Japonske in zavrnil zahtevke, odpustil korejske odposlance in začel pripravljati obrambo.
Po nadaljnjem neuspešnem rotenju je prišlo leta 1274 do prve invazije. Več kot 600 ladij je prevažalo združene korejske, kitajske in mongolske sile, preko 23.000 mož, opremljenih s katapulti, strelivom, loki in puščicami. Med bojem so se združeval v tesne konjeniške formacije, ki jih samuraji niso bili vajeni (največkrat so se borili mož na moža). Lokalne sile v Hakati na severu 
Kjušuja so bolje opremljene vojake s celine premagale po samo dnevu boja zaradi silovitega tajfuna. Ker je Kublajkan videl, da je bila narava kriva za njegov neuspeh, se je leta 1281 še enkrat pognal nad Japonsko. Po sedmih tednih boja na severozahodu Kjušuja je tajfun ponovno uničil mongolsko floto.
Čeprav so šintoistični svečeniki pripisovali mongolski poraz božanskim vetrovom kamikaze, ki so bili zanje znak nebeške zaščite Japonske, je pustila invazija globok vtis na voditelje šogunata. Stari strahovi pred kitajsko nevarnostjo so se utrdili. Zmaga je bojevnike prepričala v vrednost oblike oblasti pod šogunatom.
Mongolska vojna je izčrpala gospodarstvo. Uvesti so morali nove davke za vzdrževanje obrambnih zmožnosti v prihodnosti. Mnogi so pričakovali povračilo za svojo žrtev in pomoč pri zmagi, ampak nagrad in zemlje ni bilo. Nezadovoljstvo in povišani stroški obrambe so privedli do zatona bafukuja v Kamakuri. Dedovanje je razdelilo družinsko zemljo in prisililo lastnike v iskanje posojil. Tople bojevnikov ronin so grozile stabilnosti šogunata.

## Državljanska vojna
Klan Hodžo se je na kaos odzval s dajanjem več moči velikim družinskim klanom. Za nadaljnje slabljenje cesarskega dvora je bafuku dovolil vladanje dveh cesarskih linij na mlajšem »Južnem dvoru« in starejšem »Severnem dvoru«. Metoda je nekaj časa delovala, cesar Go-Daigo pa se je prvi zoperstavil šogunatu v Kamakuri z imenovanjem sina za naslednika. Leta 1331 ga je šogunat izgnal, a so se cesarski lojalisti uprli, med njimi Masašige Kusunoki in Takaudži Ašikaga. Slednjega je šogunat poslal, da zatre Go-Daigov upor, a se je spotoma postavil na stran cesarja. Istočasno se je uprl tudi poglavar na vzhodu Nitta Jošisada, kar je privedlo do hitrega poraza klana Hodžo.
Po zmagi je želel cesar Go-Daigo povrniti cesarsko avtoriteto in konfucionistične prakse iz 10. stoletja. Obdobje reform imenujemo tudi obnova Kenmu. Dosegli naj bi povečanje cesarjevega vpliva in primat plemištva nad bojevniki. V resnici so želeli vojaški zmagovalci samo poraziti klan Hodžo, ne pa tudi podpreti cesarja. Takaudži Ašikaga je končno stopil na stran Severnega dvora v državljanski vojni proti Južnem dvoru, ki ga je vodil cesar Go-Daigo. Dolga vojna je trajala med leti 1336 in 1392. Zgodaj tekom spora so Go-Daiga pregnali iz Kjota. Ašikaga je nastavil novega cesarja, ki je ustanovil novo linijo šogunov.

## Dogodki
- 1185: Brat Minamoto no Joritoma, Jošicune, premaga rivalski klan Tajra v pomorski bitki pri Dan-no-uri[6]
- 1192: Cesar imenuje Joritoma na položaj šoguna (vojaški vodja) z rezidenco v Kamakuri; ustanovitev sistema vlade bafuku
- 1199: Smrt Minamoto no Joritoma
- 1207: Honena in njegove sledilce izženejo iz Kjota ali pobijejo, s čimer se začne širitev doktrine »čiste zemlje«
- 1221: Vojska iz Kamakure porazi cesarsko vojsko v nemiru Džokju, s čimer dezeže nadvlado šogunata Kamakura (regenti Hodžo) nad cesarjem
- 1227: Menih Dogen Zendži predstavi Japonski sekto Soto Zen budizma
- 1232: Razglasijo zakonik Džoej Šikimoku, ki poveča nadzor regentov Hodžo
- 1271: Izgon meniha Ničirena na otok Sado
- 1274: Mongoli Kublajkana skušajo izvesti invazijo na Japonsko, a jih odžene tajfun
- 1293: 27. maja prizadeneta zaliv Sagami in Kamakuro velik potres in cunami, umre 23.034 ljudi.[7] Isto področje sta že v letih 1241 in 1257ː Prizadela potres in cunami 7,0 stopnje.
- 1333: Nitta Jošisada osvoji in uniči Kamakuro, s čimer prinese konec šogunatu.[8]